# سيوداد ميتاد دل موندو

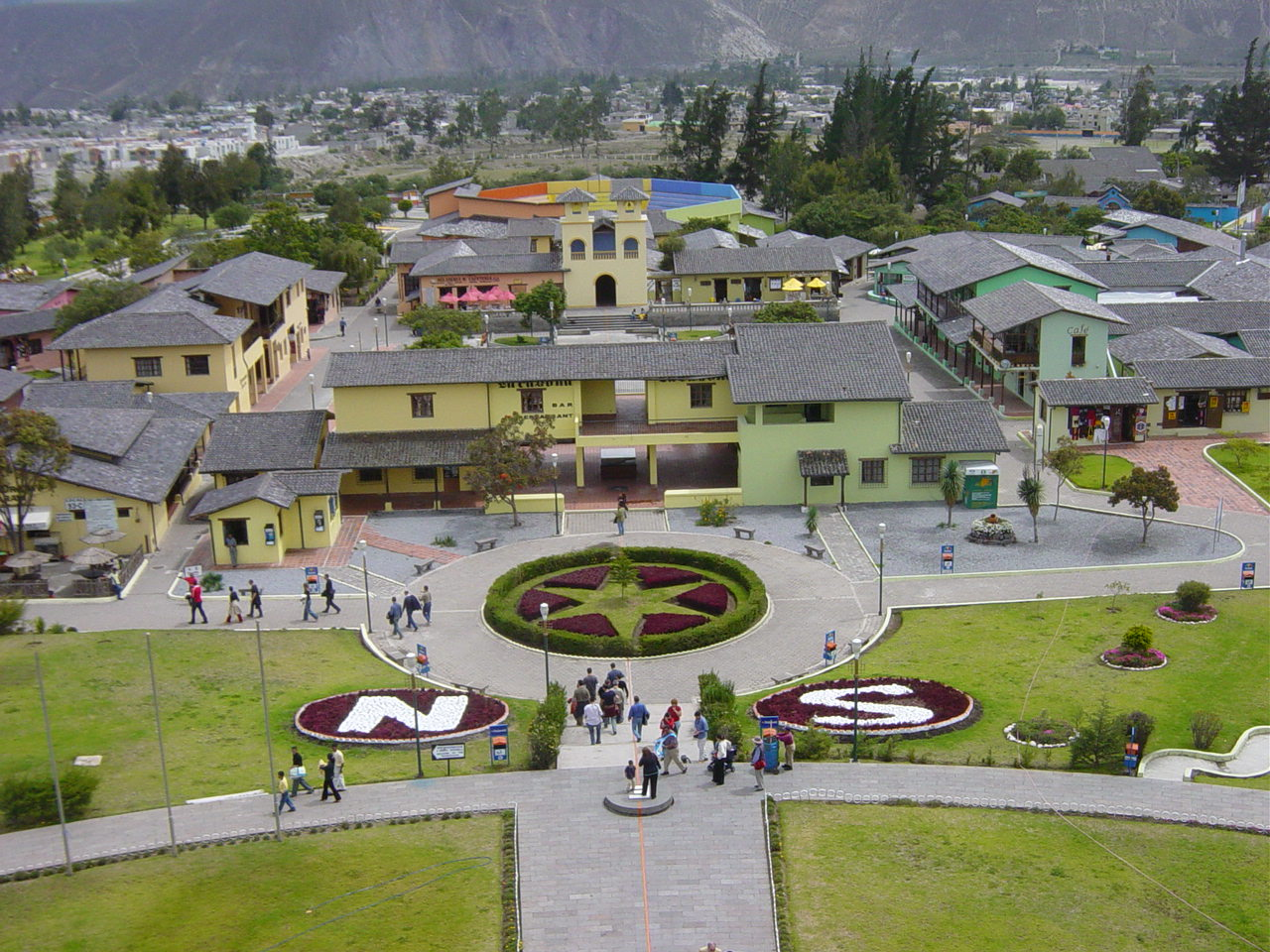
حديقة مدينة وسط العالم كما ترى من الغرب من الشرفة التي يبلغ ارتفاعها 30 متراً في المتحف

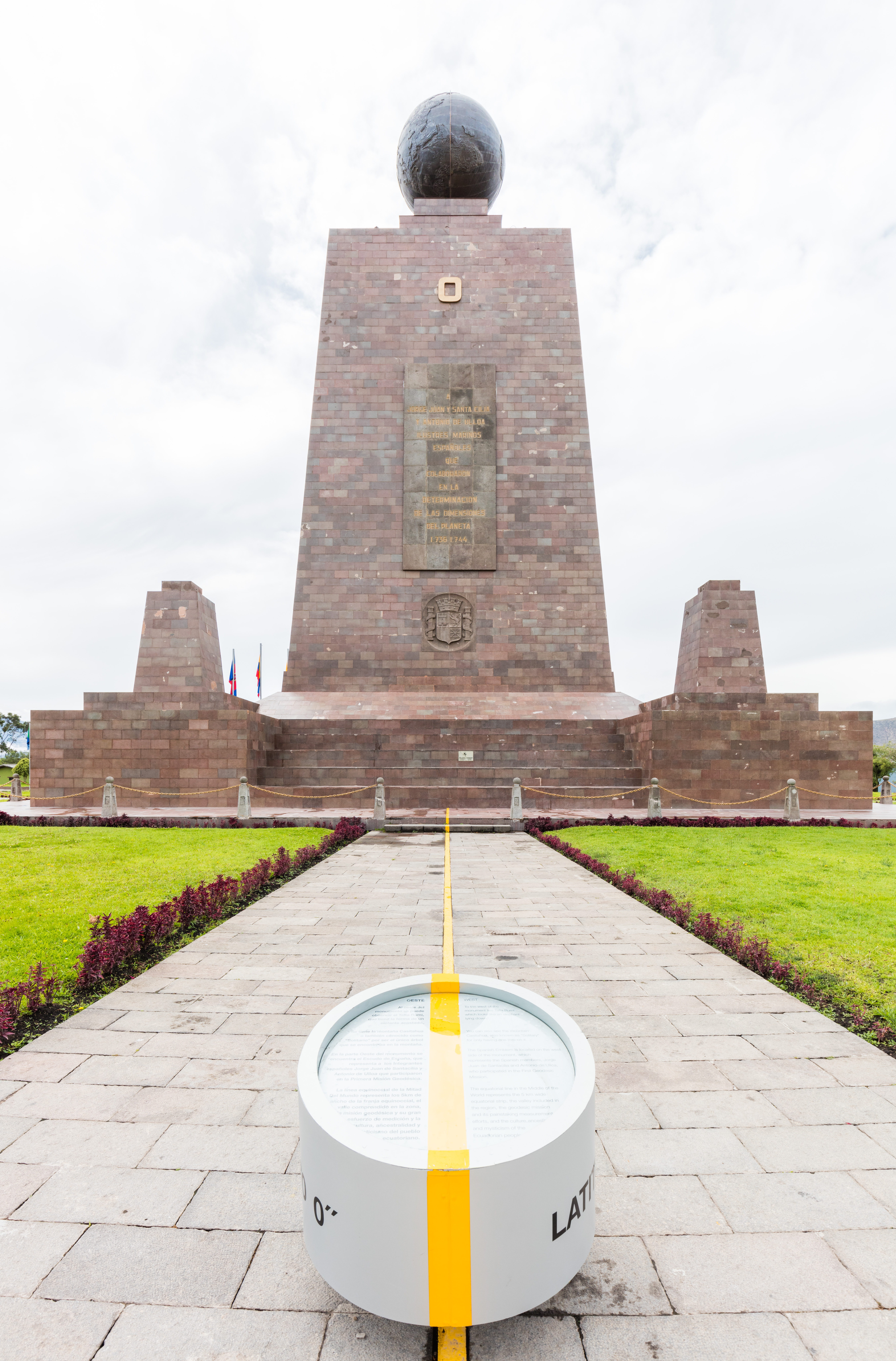
يقسم الخط الأصفر نصفي الكرة الأرضية.

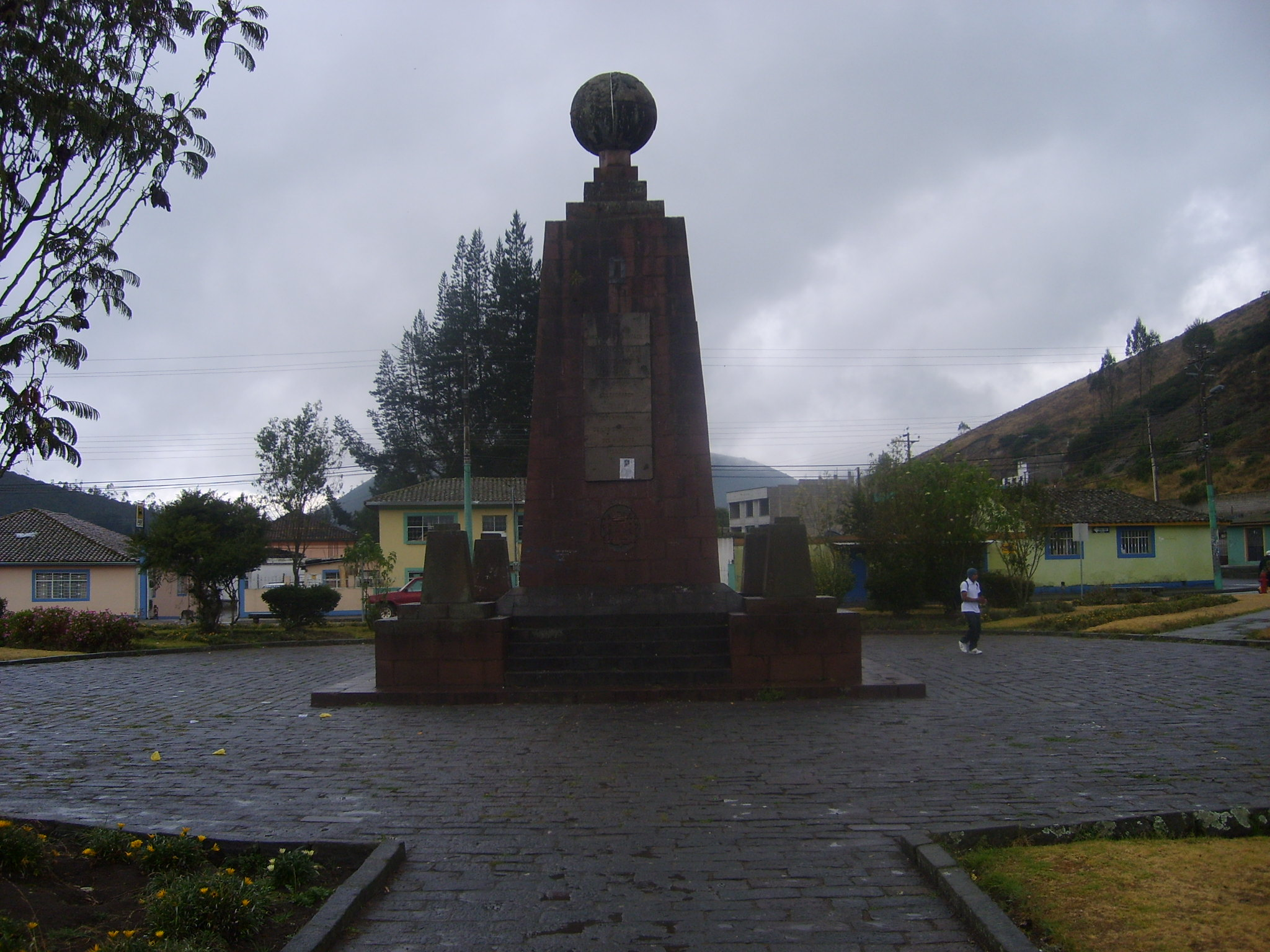
نصب أقدم لخط الاستواء في كالاكالي (2008)

مدينة وسط العالم أو سيوداد ميتاد ديل موندو هي قطعة أرض مملوكة لمقاطعة بيتشينتشا، الإكوادور. تبعد بالتحديد 26 كم إلى الشمال من العاصمة كيتو. تحتوي حديقة مدينة وسط العالم على النصب التذكاري لخط الاستواء، الذي يسلط الضوء على الموقع الدقيق لخط الاستواء (الذي تأخذ دولة الإكوادور اسمها منه)، ويخلد ذكرى البعثة الجيوديسية الفرنسية الإسبانية في القرن الثامن عشر التي حددت موقعه التقريبي؛ كما أنها تحتوي على متحف وسط العالم لوصف الأعراق البشرية، وهو متحف يهتم بالشعوب الأصلية التي سكنت الإكوادور.
تم بناء النصب البالغ ارتفاعه 30 مترًا بين عامي 1979 و1982 من قبل مجلس مقاطعة بيتشينتشا ليحل محل نصب أقدم وأصغر تم بناؤه من قبل حكومة الإكوادور في عام 1936. النصب التذكاري الجديد لخط الاستواء مصنوع من الحديد والخرسانة ومغطى بحجر أنديسي مقطوع ومصقول. تم بناء النصب التذكاري لإحياء ذكرى المهمة الجيوديسية الأولى للأكاديمية الفرنسية للعلوم بقيادة لويس غودين وبيار بوغار وتشارلز ماري دي لا كوندامين، الذين أجروا تجارب في عام 1736 لاختبار خصائص سطح الكرة الأرضية، من خلال مقارنة المسافة بين درجة خط الطول في المنطقة الاستوائية بمستوى آخر تم قياسه في السويد.  تم نقل النصب الأقدم إلى بلدة صغيرة بالقرب من هناك تسمى كالاكالي.

## تناقض خط العرض
وفقًا لقراءات تستند إلى النظام الجيوديسي العالمي WGS84، المستخدم في أنظمة GPS الحديثة ومنتجات GIS، فإن خط الاستواء يقع في الواقع على بعد حوالي 240 مترًا شمال الخط المحدد.